# Roosmarijn de Kok
Roosmarijn Christine Elke Lamijn de Kok (Amerongen, 18 december 1994) is een Nederlands model, bekend door haar werk voor Victoria's Secret.

## Carrière
De Kok werd ontdekt op een feestje waar een andere gast een foto van haar doorstuurde naar modellenbureau Wilhelmina Models. Na een videogesprek werd haar gevraagd om naar New York te komen, en daar werd ze aangenomen als model. De Kok is inmiddels niet meer bij dit bureau actief.
De Kok is te zien geweest in campagnes voor merken als Balmain, H&M, Pacsun, Victoria's Secret, Tom Ford, Wildfox Couture, en Giuseppe Zanotti. Ook heeft ze in meerdere internationale uitgaven van modebladen als Vogue en Elle gestaan.
Verder heeft ze shows gelopen voor onder meer Philipp Plein, Óscar de la Renta, Cushnie, Balmain, Ralph Lauren, en de Victoria's Secret Fashion Show.
De Kok werd door tijdschrift The Daily Front Row in 2016 het "model du moment" genoemd. De Australische Vogue beschreef haar als een van de nieuwe supermodellen.